# Миципса
Миципса (нумид.: mkwsn, лат. Micipsa, др.-греч. Μικίψας; умер в 118 до н. э.) — царь Нумидии во второй половине II века до н. э.; старший из законнорождённых сыновей Массиниссы.

## Биография
Первое упоминание о Миципсе в исторических источниках относится к 151 году до н. э., когда он ездил с братом в Карфаген договариваться о возвращении в город пронумидийски настроенных граждан. Нападение сторонников Гамилькара на сопровождавших Миципсу воинов привело к войне с Нумидией, которая скоро переросла в Третью Пуническую войну, закончившуюся разрушением Карфагена.
Массинисса перед смертью разделил царство между тремя сыновьями. Из них Миципсе досталось управление казной и царской столицей — Циртой. После смерти братьев Миципса снова объединил Нумидию под своей властью. Он принял под своё покровительство тысячи беглецов из разрушенного римлянами Карфагена, стараясь в то же время поддерживать дружелюбные отношения с Римом.
Миципса последовал примеру своего отца, разделив Нумидию между сыновьями Гиемпсалом и Адгербалом, а также племянником Югуртой, которого он усыновил. Это разделение вступило в силу после смерти Миципсы в 118 году до н. э.